# Herbert Plaxton
Herbert Alfred Wellington Plaxton (ur. 22 kwietnia 1901 w Barrie, zm. 7 listopada 1970 w Georginie) – kanadyjski hokeista, złoty medalista zimowych igrzysk olimpijskich w Sankt Moritz.
Jego brat Hugh i kuzyn Roger również byli hokeistami, mistrzami olimpijskimi z 1928.